# Kobbie Mainoo
Kobbie Boateng Mainoo (n. 19 aprilie 2005, Stockport, Anglia, Regatul Unit) este un fotbalist britanic, care joacă pe post de mijlocaș la Manchester United în Premier League. Pe plan internațional, are prezențe la națională pentru Anglia U17⁠(d), Anglia U18⁠(d), Anglia U19⁠(d) și Anglia.

## Carieră timpurie
Născut în Stockport, Mainoo și-a început cariera de tineret la Cheadle & Gatley Junior Football Club, înainte de a se alătura academiei celor de la Manchester United la vârsta de nouă ani.

## Carieră de club
Mainoo a semnat primul său contract profesionist în mai 2022. Performanțele sale, inclusiv o bună prestație la mijlocul terenului împotriva celor de la Carlisle United în EFL Trophy, i-au adus o convocare la echipa de seniori pentru antrenament în octombrie 2022. El a fost numit pe banca de rezerve pentru prima dată pe 16 octombrie 2022, înaintea unui meci din Premier League împotriva celor de la Newcastle United.
Mainoo și-a făcut debutul competitiv pentru United pe 10 ianuarie 2023, fiind titular într-o victorie cu 3-0 în Cupa EFL în fața celor de la Charlton Athletic și și-a făcut debutul în campionat pe 19 februarie, intrând ca rezervă într-o victorie cu 3-0 împotriva celor de la Leicester.

## Cariera internațională
Mainoo a reprezentat Anglia la nivelurile under-17, under-18 și under-19. El este, de asemenea, eligibil să reprezinte Ghana.

## Statistici

### Club
La 19 Februarie 2023.
| Club                  | Sezon         | Ligă           | Ligă     | Ligă   | Cupa FA  | Cupa FA | Cupa EFL | Cupa EFL | Europa   | Europa | Altele   | Altele | Total    | Total  |
| Club                  | Sezon         | Divizie        | Apariții | Goluri | Apariții | Goluri  | Apariții | Goluri   | Apariții | Goluri | Apariții | Goluri | Apariții | Goluri |
| --------------------- | ------------- | -------------- | -------- | ------ | -------- | ------- | -------- | -------- | -------- | ------ | -------- | ------ | -------- | ------ |
| Manchester United U21 | 2022–23⁠(d)    | —              | —        | —      | —        | —       | —        | —        | —        | —      | 3        | 0      | 3        | 0      |
| Manchester United     | 2022–23⁠(d)    | Premier League | 1        | 0      | 1        | 0       | 1        | 0        | 0        | 0      | —        | —      | 3        | 0      |
| Total carieră         | Total carieră | Total carieră  | 1        | 0      | 1        | 0       | 1        | 0        | 0        | 0      | 3        | 0      | 6        | 0      |

## Palmares
Manchester United U18
- FA Youth Cup : 2021–22